# Villamoratiel de las Matas
Villamoratiel de las Matas és un municipi de la província de Lleó a la comunitat autònoma de Castella i Lleó. Forma part de la comarca de Sahagún.

## Demografia
| 1991 | 1996 | 2001 | 2004 |
| ---- | ---- | ---- | ---- |
| 247  | 201  | 193  | 181  |